# Xylocopa virginica
Xylocopa virginica is een vliesvleugelig insect uit de familie van de bijen en hommels (Apidae). De wetenschappelijke naam is gepubliceerd in 1771 door Linnaeus.